# Частна езикова гимназия „Проф. Иван Апостолов“
Частна езикова гимназия „Проф. Иван Апостолов“ е частна езикова гимназия в гр. София, регистрирана през 1993 година. Намира се в столичния квартал „Мусагеница“.
Училището е акредитирано от Министерството на образованието и науката, а завършилите успешно ученици получават държавно удостоверена диплома за средно образование.

## История
Гимназия „Проф. Иван Апостолов“ е регистрирана със заповед на Министъра на образованието през 1993 година като профилирана гимназия с профили право и мениджмънт. На четвъртата година от своето съществуване се преобразува в английска езикова гимназия като запазва и профилите си. През 2001 година се разкриват профилите хуманитарен и информационни технологии.
При създаването си гимназията е единственото средно учебно заведение в страната, което работи по авторски учебни програми, приети на колегиум на МОН. По това време се използват и 22 собствени учебника и учебни помагала за нуждите на обучението в профилите право и мениджмънт, автори на които са преподаватели от СУ „Св. Климент Охридски“ и УНСС.
От 2009 г. Английска гимназия „Проф. Иван Апостолов“ е лицензиран център за провеждане на международно признатите изпити по английски език Pearson Test of English, чиито нива са съобразени с тези на европейската езикова рамка. Сертификатните нива на Pearson Test of English – Advanced and Proficient са признати за целите на академичен прием на университети и колежи в Великобритания и Европа.
От 2017 г. ЧЕГ „Проф. Иван Апостолов“ е одобрена за иновативно училище и започва активна работа по включване на нови интердисциплинарни предмети в учебните планове, като се акцентира на проектобазираното и уеб базираното обучение (експедиции и обща образователна платформа), игровизацията и метода на дизайн мисленето.
Гимназията предлага консултация за всички завършващи ученици, които желаят да учат в чужбина. Те получават квалифицирана и компетентна помощ при избора на университети и специалности. Наборът от документи, необходими за кандидатстване (препоръки, академични справки и други), се подготвят изцяло от училището.

## Материална база
От 2014 година гимназията разполага със собствена база – училищен комплекс „Азбуки“ в кв. „Мусагеница“. Той включва три корпуса: Детска градина „Little Steps”, Частна езикова гимназия „Проф. Иван Апостолов” и Основно училище „Азбуки”, както и Спортен комплекс „Азбуки“. В него на разположение са спортна зала с баскетболно и волейболно игрище, басейн и три по-малки спортни зали.
Учениците се обучават в модерни учебни стаи, оборудвани с интерактивни дъски и компютри. В рамките на учебния комплекс има още креативна стая, лаборатория и Business Lab кабинет за Agile Learning, кътове за отдих и библиотека с книги на различни езици.

## Патрон
Частна езикова гимназия „Проф. Иван Апостолов“ носи името на един от най-забележителните ни юристи – проф. д-р по право Иван Апостолов. Преподавател в СУ „Св. Климент Охридски“ и автор на учебници по Гражданско и Облигационно право и множество студии, в края на живота си пише есеистичен труд „Сказание за човека“.

## Образователно ниво
Гимназията издава свидетелства за основно образование и дипломи за средно образование с вписване на профила. За гимназиалната степен в училището се осъществява прием на ученици след завършен 7. клас.
Подготовка по английски език от 8. до 12. клас е съобразена с нивата на европейската езикова рамка. В 8. подготвителен клас английски се изучава с 21 часа седмично, а от девети клас на английски се изучават всички общообразователни предмети с изключение на математика. В 11. и 12. клас в предприемаческия профил на експерти от бизнеса преподават на английски език.

## Профилирано обучение
- Профил "Предприемачески" с профилиращи предмети английски език, предприемачество и информационни технологии.
- Профил "Чужди езици" с профилиращи предмети английски език, втори чужд език и БЕЛ.
- Профил "Софтуерни и хардуерни науки" с профилиращи предмети английски език, информатика и информационни технологии, увеличен хорариум по математика.
- Профил "Природни науки" - с профилиращи предмети английски език, биология и химия.